# Nils Kromann Nielsen
Nils Herbert Kromann Nielsen (født 3. november 1971) er en dansk fodboldtræner, der var landstræner for Schweiz' kvindefodboldlandshold fra 2018 til 2022..
Han stod fra 2013 til 2017 i spidsen for Danmarks kvindefodboldlandshold, der i vandt sølv ved EM 2017. Han var efter jobbet som dansk landstræner, assistenttræner for Kinas kvindelige U20-landshold, indtil tilbuddet kom fra Schweiz.

## Baggrund
Nils Kromann Nielsen er født i Grønland, men er opvokset i Marstal på Ærø. Han er uddannet Cand.Scient. i sports science fra Københavns Universitet.
Nils lider af en alvorlig skade i  ryggen som afsluttede hans aktive spillerkarriere. Hans adoptivfar er søfartshistorikeren Erik Kromann.

## Karriere
Nils Nielsen har været U/18 landsholdstræner for drenge i 2012-13. Han har tidligere i sin trænerkarriere været ansat i FCK, AaB, OB, Brøndby IF og AB.
Han blev landstræner for Danmarks kvindefodboldlandshold i 2013. I august 2017 opnåede han med landsholdet at vinde EM-sølv i Holland. Dette var medvirkende til, at han blev nomineret som verdens bedste kvindelige fodboldtræner samme år. Tre uger senere blev det dog offentliggjort, at han stoppede sit virke som kvindelandsholdstræner. Han nåede i alt at være landstræner i 57 kampe i løbet af fire år.
I 2018 blev Nielsen assistenttræner for Peter Bonde, da denne blev ny landstræner for Kinas kvindelige U20-landshold.

## Bøger
- Ud af skyggen (del 1)
- Ud af skyggen (del 2)
- Ud af skyggen (del 1 og 2)